# Abarema lehmannii
Abarema lehmannii es una especie de planta de la familia Fabaceae. Es endémico de la Cordillera Central en Antioquia, Colombia. Pueda ser encontrado en los márgenes los bosques húmedos montanos